# Кулебаки
Кулеба́ки — город (с 1932), в Нижегородской области России.
Градообразующее предприятие — АО «Русполимет».
Распоряжением Правительства Российской Федерации — России, от 29 июля 2014 года, № 1398-р (ред. от 13.05.2016) «Об утверждении перечня моногородов», включен в список моногородов Российской Федерации со стабильной социально-экономической ситуацией.

## География
Город расположен в Муромских лесах, в 188 км к юго-западу от Нижнего Новгорода на автомобильной дороге P72 Владимир — Муром — Арзамас. Находится на пониженной местности с песчаным грунтом в лесном окружении. Однако непосредственно в окрестностях Кулебак, особенно с севера, леса уже давно значительно вырублены. Кулебаки стоят в стороне от сколько-нибудь значительных даже малых рек и не имеют прудов. Только один водоём, находящийся на их юго-восточной окраине, можно назвать более или менее обширным.
В районе города имеются промышленного значения торфяные массивы, главным образом с северо-восточной стороны, где в нескольких километрах от него протекает река Тёша, правый приток Оки. Из других полезных ископаемых, кроме забалансированных в настоящее время железных руд, в окружении Кулебак находятся довольно крупные месторождения доломитизированных известняков (используются как флюсы в металлургии).
В городе находилась одноимённая железнодорожная станция — конечный пункт ветки (29 км) от станции Навашино на магистральной линии Москва — Екатеринбург.

## Название
Существует несколько версий происхождения названия поселения:
От слов «кулей» (улей) и «баки» (сосуды), то есть связано с бортничеством первых мордовских поселенцев, которые собирали мёд из ульев диких пчёл. В пользу этой версии свидетельствует то, что к востоку от города находится посёлок Ульище.
Также, существует версия, что топоним Кулебаки содержит в себе мордовские корни. В мордовском языке есть слово «ки», которое переводится, как «путь», «тропа».  Кулеба -  имя собственное, так звали первопоселенца и, соответственно, основателя поселения. И первопоселенца героического, о чем гласят местные легенды и поверья. А «Кулеба-ки» означает «тропа Кулебы» или «Кулебова тропа».

## История
Поселение Кулебаки возникло в центре Муромских лесов по данным краеведов предположительно в середине XIV века, но данный гидроним (вид топонимов) уже существовал ко времени прохождения через эту местность войск Ивана IV (Грозного), направляющихся против Казанского ханства в середине XVI века, о чём известно из записей летописца.

На территории сегодняшнего города было бортное ухожье. Об этом гласит выписка из летописи:
«Мордвин Ченбас сдал бортное ухожье близь речки Кулебаки…»

Данные о существовании селения в конце XVII века имеются в «Спорном деле Межевой конторы Нижегородской губернии», составленном в начале XIX века:
 По писцовым арзамасским 185-го (1676/77) года книгам в Кужендеевской волости написаны села и деревни, а именно: Кужендеево, Автодеево, после оных писцовых книг мордвою и бортниками леса расчищены в пашню и поселены села и деревни, а именно: Канерга, Зубовка, Чуварлейка, Кулебаки.
В писцовой книге Арзамасского уезда за 1678 год имеются сведения о селе Новый усад, к которому была приписана деревня Кулебаки. Наиболее раннее датированное упоминание о ней содержится в первой переписи населения Европейской России, которая проходила в 1719 году, где говорится
Арзамасского уезду Тёшинского стану вотчины великой государыни Екатерины Алексеевны села Новый усад деревни Кулебаки … крестьян 60 человек. 31 человек мужского полу и 27 «новокрещённых», имевших небольшой постоялый двор (Кулебаки стояли на оживленном Сибирском тракте). «Хлеб родится самый плохой» по всей округе…
Характерным занятием жителей была заготовка и сплав леса. С 1818 деревня получает статус села. С 1786 года Кулебаки находились в совместном вотчинном и дворцовом владениях, село перешло из дворцовского ведомства в ведомство Нижегородской казенной палаты. В 1797 году часть земель, принадлежавших главной дворцовой канцелярии была передана удельному ведомству, а другая часть пожалована «в вотчинное владение императорской фамилией». Первое упоминание о владельцах Кулебак относится к 1799 году — это Василий Николаевич Самарин и его жена Мария Васильевна, управлявшая деревней до 1807 года. В 1814 году село находилось вместе с «окрестными помещиками» во владении коллежской советницы Александры Васильевны Валуевой. Она профинансировала строительство Воскресенской церкви, более120 лет украшавшей село. Расходы, понесенные Валуевой на возведение каменной церкви, привели к тому, что в 1828 году имение было продано статской советнице Софье Юрьевне Самариной. В экономических примечаниях к планам генерального межевания губернии указывается:
Село Кулебаки владения действительной статской советницы С. Ю. Самариной, дворов — 82, душ мужского полу — 287, женского — 291, пашни — 283 десятины, лесу — 2352 десятины… земля, на коей родится хлеб и трава, лес строевой в отрубе от пяти до десяти вершков, вышиною от девяти до пятнадцати сажен… крестьяне на оброке.
В 1833 году Кулебаки купил москвич коллежский асессор Николай Гаврилович Федоров. При вводе во владение он нашёл крестьян «в незавидном положении», на них «лежало имя грабителей и воров, так что проезжающие молились о благополучном проезде села Кулебаки». Н. Г. Федоров постоянно жил в Москве и совсем не выезжал в село «из опасения подвергнуться большим неприятностям и несчастию» со стороны крестьян. В печатном справочнике «Список населённых мест Нижегородской губернии» по сведениям 1859 года Кулебаки описывались так:
…Номер 412 Кулебаки (Воскресенское), село владельческое, при речке Кулебаке, в 49 верстах от Ардатова, на тракте Муром — Арзамас, православная церковь, почтовая станция…
Население деревни росло медленно. По данным переписи за 1858 г. в ней насчитывалось 176 изб и проживало 542 человека.
В последние годы крепостного права положение крестьян неизменно оставалось крайне тяжелым. Попытка крепостных обратиться в 1854 году к царю за «вольной», закончилась расправой над ними. Несколькими годами ранее, в 1852 году на месте нынешнего Центрального городского рынка происходили массовые крестьянские волнения, вызванные отчуждением земель крестьян помещиком Фёдоровым под проектируемый горный завод. Волнения были подавлены силами казаков.
Отмена крепостного права заставила местного помещика Фёдорова искать новые формы эксплуатации свободных крестьян. Используя опыт соседних Выксунских заводов, Фёдоров решил на местных рудах в Кулебаках построить металлургический (Горный) завод.
Летом 1866 года в Кулебаках начала работать небольшая доменная печь — этот момент считается датой основания Кулебакского металлургического (Горного) завода. В 1872 году из-за нехватки ресурсов для производства, завод был продан русским промышленникам братьям Аманду и Густаву Струве, состоявшим во главе Общества Коломенского Машиностроительного завода,
В 1877 году на заводе начал действовать первый в России бандажепрокатный цех, который изготавливал бандажи для паровозов и вагонов. Кроме этого на заводе было освоено производство сортового и листового проката. К 1900 году по объёму выпускаемой продукции (бандажи, листовой и сортовой прокат, рельсы, стальное и чугунное литьё и др.) завод уступал лишь Сормовскому заводу. После строительства горного завода в Кулебаках количество жителей стремительно увеличивалось. Для размещения заводского населения, доходившего до 4—6 тысяч, в селе было построено 80 домов.
В 1897 году в селе была сооружена деревянная церковь во имя Святителя и Чудотворца Николая, в память освященного коронования «их императорских величеств, усердием служащих, мастеровых и рабочих Кулебакского горного завода общества Коломенского машиностроительного завода».
Иссохшие и чёрные от дыма хижины, бани по-чёрному, дворы и хлева покрыты соломою «где над избищами развешены кудели», высохшие веники и другие припасы, да лавки купцов вот и все, что можно было видеть в Кулебаках конца XIX в. В начале XX в. в Кулебаках насчитывалось 360 домов. Главной улицей была Базарная та, которая сейчас носит имя Степана Разина и множество солдатских слобод, в центре села стояла церковь. Кроме сельских строений, заводом были построены казармы для рабочих завода и дома на ул. Зелёной (ныне ул. Воровского) для руководящих работников, а также организовано Кулебакское коммерческое училище (ККУ). В 1897 г. А. Е. Струве утвердил проект строительства Дома для народных развлечений (Народный дом) при Кулебакском горном заводе. Это было самое красивое здание в селе (и остается таковым и сегодня), потому впоследствии справедливо стало «визитной карточкой» города и с 1997 г. украшает герб г.о.г. Кулебаки.
В 1906 году в Кулебаках произошло первое вооружённое восстание рабочих горного завода, насчитывавшее более 1000 человек. Результатом оказалось разгром дома пристава, разоружение полиции, захват оружия. В последующие годы на горном заводе развернулось мощное забастовочное движение. В 1956 году на месте восстания в честь 50-летия была установлена мемориальная доска и часть улицы Воровского стала называться Восстания.
В октябре 1917 года по приезде делегата II Всероссийского съезда Советов, большевика И. И. Кирюхина, на совместном заседании Кулебакского совета рабочих и крестьянских депутатов, 31 октября (по старому стилю) в селе Кулебаки была установлена Советская власть — раньше, чем в Нижнем Новгороде, Арзамасе, Выксе и других городах и посёлках губернии.
В 1929-м году открыта электроподстанция НИГРЭС (ГОГРЭС).
С 1921 года по 1929 год Кулебаки — волостной центр в составе Выксунского уезда.
В 1927 году село Кулебаки получает статус рабочего посёлка.
1 февраля 1932 года ВЦИК постановил рабочий посёлок Кулебаки преобразовать в город.
В 1933 году открыт первый детсад и построен Кулебакский хлебозавод.
В 1937 году закрывают и сносят обе церкви Св. Николая Чудотворца и Воскресенскую.
С 1940 по 1943 — строительство и запуск Кулебакского завода металлических конструкций.
В 1961 году основан Кулебакский завод радиоузлов (филиал Горьковского завода), позднее существовал как самостоятельное акционерное общество АО «Русич», закрыт в результате банкротства в 1995 году.
В 1965 году основана Кулебакская швейная фабрика, в 1990 году преобразована в КАПШО «Сталлес». Сейчас ЗАО «Кулебакская швейная фабрика».
В 2015 году Кулебаки становятся округом. Вид «административно-территориальное образование Кулебакский район Нижегородской области» изменен на «административно-территориальное образование город областного значения Кулебаки Нижегородской области».
В состав территории данного административно-территориального образования вошли городской населённый пункт город областного значения Кулебаки, сельский населённый пункт сельский поселок Ульище, рабочие поселки Велетьма и Гремячево, четыре сельсовета.

## Символика
Герб Кулебак — официально утверждён 20 февраля 1997 года. Представляет собой щит, пересечённый горизонтально. В верхнем червлёном поле золотой олень, в нижнем зелёном поле — золотое здание с башней (стилизованное изображение краеведческого музея), окруженное золотым же кольцом (стилизованное изображение бандажа — в честь первого бандажного производства в Российской империи). Из-за несоответствия установленным требованиям данный герб официально не внесён в Государственный геральдический регистр.

## Население
| 1719    | 1828    | 1858    | 1897    | 1916    | 1926    | 1931    | 1939    | 1959    | 1967    | 1970    |
| ------- | ------- | ------- | ------- | ------- | ------- | ------- | ------- | ------- | ------- | ------- |
| 58      | ↗578    | ↘542    | ↗4856   | ↗9000   | ↗15 000 | ↗21 100 | ↗32 800 | ↗44 720 | ↗46 000 | ↗46 252 |
| 1979    | 1989    | 1992    | 1996    | 1998    | 2000    | 2001    | 2002    | 2003    | 2005    | 2006    |
| ↗48 135 | ↘45 727 | ↘45 500 | ↗45 600 | ↘45 100 | ↘44 400 | ↘44 000 | ↘39 072 | ↗39 100 | ↘38 100 | ↘37 600 |
| 2007    | 2008    | 2009    | 2010    | 2011    | 2012    | 2013    | 2014    | 2015    | 2016    | 2017    |
| ↘37 200 | ↘36 737 | ↘36 316 | ↘35 759 | ↘35 622 | ↘34 988 | ↘34 494 | ↘34 068 | ↘33 684 | ↘33 280 | ↘32 943 |
| 2018    | 2019    | 2020    | 2021    |         |         |         |         |         |         |         |
| ↘32 518 | ↘32 076 | ↘31 794 | ↗32 184 |         |         |         |         |         |         |         |

На 1 января 2025 года по численности населения город находился на 484-м месте из 1124 городов Российской Федерации.

## Экономика
Ведущими отраслями промышленности Кулебак являются металлургия и металлообработка.
- Градообразующее предприятие — металлургический завод АО «Русполимет»
- ООО «Гранком» (входит в группу компаний «Русполимет»)
- ООО «ЗВМ» (входит в группу компаний «Русполимет»)
- Завод металлоконструкций АО «Кулебакский ЗМК»
- ООО «Кулебакский молочный завод»
- ООО «Кулебакская швейная фабрика № 1, структурное подразделение ЗАО "Меридиан"»
- АО «Кулебакский хлебозавод»
- ООО «Кулебакский Мясокомбинат»
- Предприятие «Станколесс»
- ООО «Спецстроймонтаж»

Объём отгруженных товаров собственного производства, выполнено работ и услуг собственными силами по обрабатывающим производствам за 2010 год 6,54 млрд рублей.

### Малое и среднее предпринимательство
По состоянию на 10 января 2024 количество субъектов малого и среднего предпринимательства составляет 997 единиц.
- Lazaretti – семейная мастерская по изготовлению дизайнерских светильников из дерева.[33]

## Культура
- Музей истории и краеведения имени братьев Аманда и Густава Струве.
- Дворец культуры
- Народный театр «Лазурит»
- Театр-студия «Дилижанс»
- Городское литературное объединение «Лира»
- Городское творческое объединение художников «Палитра»

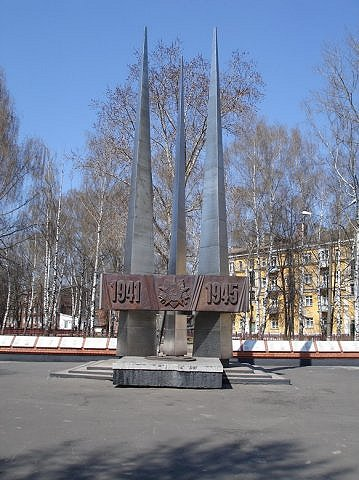
Стела Памяти (Вечный огонь)

## Спорт
- ФОК «Темп»
- МБУ ДО ДЮСШ (Детско-юношеская спортивная школа
- Городской стадион «Металлург» (осн. в 1936 г.), вместимостью 1000 зрителей

## Образование
В Кулебаках имеются:
- 14 детских садов,
- 5 дошкольных учреждений образовательного типа,
- 7 средних школ (№ 1, 3, 6, 7, 8, 9, 10), ГКОУ «Кулебакская специальная коррекционная школа»
- ГБПОУ «Кулебакский металлургический колледж» (КМК)
- автошкола ДОСААФ России
- детская школа искусств
- детская художественная школа

## Здравоохранение и социальная сфера
В городе действуют:
- центральная районная больница. (На фасаде родильного отделения мемориальная табличка напоминает о разрушенном Воскресенском храме[34]; ул. Ст. Разина, 112),
- медсанчасть (заводская больница) с педиатрическим отделением (ул. Воровского, 1),
- городская поликлиника (ул. Степана Разина, 95),
- детская поликлиника (ул. Кулибина, 36),
- 12 аптек и 26 аптечных пунктов,
- медицинский диагностический центр «Здоровье» (ул. Войкова, 38а/6),
- центр социальной помощи населению (ул. Воровского, 47),
- дом милосердия (ул. Степана Разина, 195),
- центр реабилитации подростков (ул. Бутова, 124),
- Кулебакский противотуберкулезный диспансер (ул. Советская, 30).
- городская стоматология (ул. 60 лет ВЛКСМ, 4)

## Финансы и связь
В городе находятся 2 отделения ПАО «Сбербанк России» и 6 банкоматов, отделение ЗАО «СаровбизнесБанк» и 3 банкомата.
Услуги связи предоставляет ОАО «Ростелеком». С 2011 года высокоскоростной доступ в интернет предоставляет городская компьютерная сеть «Вистлинк».

## СМИ

### Пресса
- Рекламная газета «Кулебаки Сити» выходит с 2005 года, еженедельник
- «Кулебакский металлист» выходит с 1930 года, 3 раза в неделю
- Газета «Кировец» корпоративное издание АО «Русполимет», еженедельно выходит с 1945 года.

### Радио
- 72,17 МГц Радио России / ГТРК Нижний Новгород
- 91,9 МГц (ПЛАН) Дорожное радио
- 98,2 МГц Радио Ландыш (СМИ «Первая городская ФМ-радиостанция Ландыш»). Начала свою деятельность в 2014 году.
- 100,1 МГц Европа Плюс

Городская радиосеть прекратила своё существование. Действовал радиоканал «Кулебаки - Связьинформ».

### Телевидение
Телевидение переведено на кабельную основу. Работает городская компания кабельного телевидения «Вист-Инфо».
С 1993 по 2001 годы в городе вещала телекомпания "Антенна-5", «Кулебаки ТВ».

### Сайты
- Кулебаки.RU[38]
- кулебаки-округ.рф

## Религия
Около 86 % населения города — православные христиане.

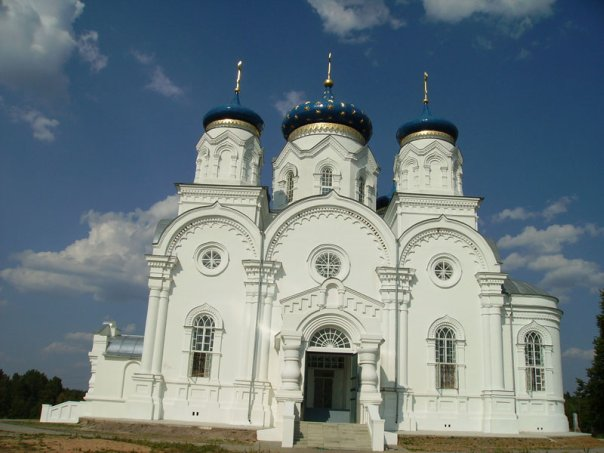
Кутузовский скит Серафимо-Дивеевского женского монастыря

До 1937 года в Кулебаках существовало 2 церкви: Никольская (деревянная), и Воскресения Христова (каменная). В советское время все церкви города были разрушены, поэтому с 1946 года богослужения проходили в молельном доме по адресам ул. Лежневая, 37 (ныне — Бухвалова) и переулке Крисанова, д. 2. В настоящее время в городе действует новый Храм во имя Николая Чудотворца (престольные праздники 22 мая и 19 декабря). Помимо этого, функционируют церкви: Михаила Кулебакского, молитвенный дом Николая Чудотворца в Кулебаках, церковь Успения Пресвятой Богородицы в Русполимете.
Религиозным центром Кулебакского района является Кутузовский скит (основан в 1864 г.) Серафимо-Дивеевского женского монастыря, в двенадцати километрах от Кутузовского, расположен Меляевский скит в селе Меляево с храмом в честь иконы Божией Матери «Умиление».
В городе функционирует Кулебакская Старообрядческая община с Троицким Старообрядческим храмом.
Помимо православной церкви, в городе более 100 лет существует протестантская поместная церковь евангельских христиан-баптистов (ЕХБ). Кроме того в городе проживают представители Римско-католической церкви, а также лютеране и представители других христианских конфессий, в том числе старообрядцы разных согласий, не имеющие культовых зданий. Мусульмане в Кулебаках также не имеют мечети. Ислам исповедуют преимущественно приезжие представители кавказских республик и Средней Азии.

## Достопримечательности и памятники архитектуры

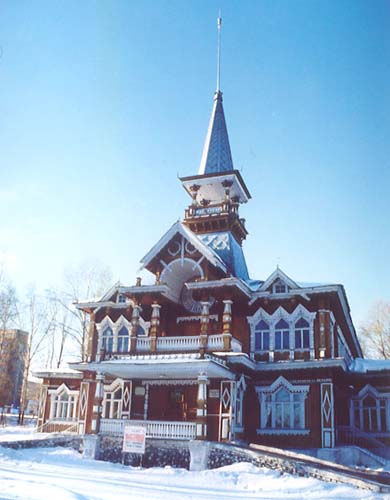
Краеведческий музей

Здание Музея истории и краеведения г. Кулебаки (бывшего «Дома народных развлечений») — образец провинциальной деревянной архитектуры конца XIX-начала XX века, архитектор инженер А.А. фон Вейсенберг. Здание утверждено к исполнению известным русским инженером, генерал-лейтенантом А. Е. Струве, построен в 1899 году. Архивировано из оригинала 14 февраля 2018 года. После капитального ремонта с 1946 по 1950 годы, здание становится клубом завода металлоконструкций. В 1982 году здание снова отреставрировано и передано городу в качестве музея революционной, боевой и трудовой славы металлургов. В августе 1983 года в музее открывается экспозиция, посвященная истории и развитию завода. С 2012 по 2015 годы здание музея подверглось реконструкции. В 2016 году реконструкция была закончена и полностью обновленный музей вновь открыт для посещений.

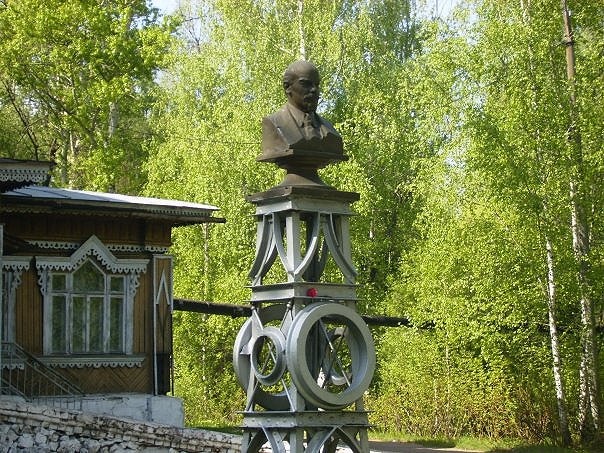
Один из первых памятников Ленину в России

Архитектурное наследие города утрачено с приходом Советской власти, преимущественно основу города составляет частный сектор. Свой современный облик город начал принимать с середины 1960-х годов. Здание Музея истории и краеведения включено в Госреестр объектов культурного наследия и имеет статус памятника истории регионального значения. У здания музея в 1925 году установлен бюст В. И. Ленина — один из 200 уцелевших бюстов, установленных в первые годы после смерти вождя.
На площади Революции находится кладбище революционеров с обелиском в центре. Множество улиц города носят имена уроженцев героев-революционеров и героев Великой Отечественной войны и знатных кулебачан. В честь героев Великой Отечественной войны установлены 2 доски на одноимённых улицах Ежкова и Матвеичева. Установлены мемориалы в честь павших во время Великой Отечественной войны на улицах Северная и Степана Разина. В честь Героя России капитана Игоря Морева названа средняя школа № 6, а во дворе школы возведён сквер памяти героя с мемориальной доской.
На территории АО «Русполимет» в 1966 г. установлен памятник металлургам в честь 100-летия завода работы местного художника И.И. Фролова.
Здание Городского Дворца культуры построено в 1929-1933гг. в стиле советского конструктивизма, здание асимметрично снаружи с удобным и рациональным интерьером, имеет статус объекта культуры муниципального значения.
В центральной части города на пл. Победы в 1985 году возведен мемориал павшим в годы Великой Отечественной войны с вечным огнем и памятными досками с именами павших (1995).

## Люди, связанные с городом
- Агапов, Виталий Иванович — посол СССР в Бенине, Румынии, Камбодже, Алжире, Гвинее.
- Аксенов, Вячеслав Иванович — Герой Социалистического Труда, член Верховного Совета СССР, лауреат премии Ленинского комсомола. В 2014 г его именем по распоряжению главы РЖД Владимира Якунина был назван локомотив пассажирской колонны.
- Алфёров, Вячеслав Петрович — советский (российский) педиатр, доктор медицинских наук, организатор и профессор кафедры педиатрии № 3 с курсом неонатологии Ленинградского Государственного института для усовершенствования врачей (ЛенГИДУВ)
- Афанасьева, Елена Александровна — спортсменка-легкоатлетка, чемпионка Европы в беге на 800 м, участница Олимпийских игр 1996, победительница этапов Гран-при на дистанции 800 м, двукратная вице-чемпионка мира.
- Багиров, Эдуард Исмаилович — российский писатель и сценарист.
- Беднова, Лариса Александровна — актриса российского кинематографа.
- Бобров, Николай Николаевич — секретарь обкома партии, министр промышленности Чувашской АССР.
- Борзов, Юрий Вячеславович — спортсмен, неоднократный победитель и призёр Чемпионатов СССР по альпинизму.
- Борисов, Иван Тимофеевич — генерал-майор. С 1932 г. работал в авиационной промышленности СССР. С 1959 по 1972 гг. работал в Госплане СССР, затем — начальник отдела Министерства авиационной промышленности СССР.
- Буйняков, Юрий Архипович — изобретатель, специалист по гироскопическим приборам и устройствам.
- Бутов, Григорий Андреевич — красногвардеец, погибший в 1918 году при нападении на штаб Красной Гвардии. Его именем названа улица в Кулебаках.
- Вавилов, Петр Михайлович — русский изобретатель, горный инженер, управленец, инициатор торфяной плавки в СССР.
- Вавилов, Александр Петрович — писатель, в его романе «Утро века» изложена жизнь Кулебак начала 20-го века.
- Вельяминов Юрий Борисович — хирург, онколог, доктор медицинских наук, профессор. Участник ВОВ, полковник.
- Волков, Владимир Алексеевич — российский историк, доктор исторических наук, доцент, профессор кафедры истории МПГУ.
- Галанин, Павел Александрович — советский политический деятель[43].
- Голубев, Иосиф Петрович — русский революционный деятель, Герой Труда (1933).
- Горностаева Людмила Петровна — советская лыжница и легкоатлетка, выступавшая на всесоюзном уровне в период 1939—1949 годов.
- Ежков, Иван Степанович — Герой Советского Союза.
- Ефимов, Павел Иванович — генерал-полковник, зам. начальника Главного политического управления Вооружённых сил СССР[44].
- Казырский Олег Лаврентьевич — российский металлург, лауреат Государственной премии СССР.
- Калачёв, Г. В. — кандидат сельскохозяйственных наук, преподаватель ВГСА, работал во Вьетнаме и Эфиопии.
- Камышева, Надежда Ивановна — Член Союза писателей Российской Федерации.
- Карпов, Геннадий — штангист, мастер спорта СССР, чемпион Советского Союза.
- Качеван, Валентин Афанасьевич — мэр города Мурома (2001—2011); Председатель Совета старейших городов России.
- Кирсанова, Клавдия Ивановна — советский партийный и государственный деятель.
- Климов, И. Д. — кандидат исторических наук, один из авторов многотомной «Истории Великой Отечественной войны».
- Клочай, Виктор Владимирович — председатель совета директоров АО «Русполимет», член правления Общероссийской общественной организации «Российский союз промышленников и предпринимателей», кандидат технических наук, заслуженный металлург Российской Федерации, дважды лауреат Государственной премии Российской Федерации.
- Козырев, Сергей Фёдорович — Герой Советского Союза[45].
- Колесаев, Василий Борисович — изобретатель, депутат Законодательного собрания Забайкальского края, гендиректор Приаргунского производственного горно-химического объединения, гендиректор АО «ХИАГДА» предприятие Уранового холдинга «АРМЗ»
- Колповский, Михаил Андреевич — председатель горисполкома г. Киров, партийный работник, создатель основной современной инфраструктуры г. Киров.
- Кондрашов, Станислав Николаевич — российский журналист-международник, публицист, писатель.
- Конюхов, Александр Владимирович — генеральный директор ОАО «Русполимет» с 2005 по 2008 гг., генеральный директор ПАО «Туполев» и вице-президент по стратегической и специальной авиации ПАО «ОАК-Объединенная Авиастроительная Корпорация».
- Корнилов, Борис Александрович — Герой Советского Союза.
- Коршунов Константин Николаевич — революционер, член Петросовета, директор Балтийского завода, завода «Красный Октябрь».
- Корчагин, Павел Николаевич — советский государственный и партийный деятель, первый секретарь Чкаловского обкома ВКП(б) — КПСС (1948—1955).
- Костычев, П.С. — профессор, член АН СССР.
- Крюденер-Струве, Александр Амандович — российский политик и предприниматель.
- Крылов, В.Н. — кандидат биологических наук, автор книг по молекулярной биологии.
- Лескин, Виктор — конькобежец, рекордсмен мира и Европы. Участник XIII Зимних Олимпийских Игр 1980 года в Лейк-Плесиде (США) /. Архивировано из оригинала 13 мая 2013 года..
- Мавлиева (урож. Чиркова), Лариса Юрьевна — композитор, преподаватель Нижнекамского музыкального училища по классу теории и композиции.
- Магницкий К. П. — доктор сельскохозяйственных наук. Издал ряд научных публикаций и книг. Разработал экспресс-методы определения элементов минерального питания в выжатом соке (метод К. П. Магницкого)[46]
- Мануйлов Николай Леонидович — инженер-металлург, директор Кулебакского Горного завода с 1917 по 1919 г.г., начальник управления в ГОМЗ, один из создателей первого советского блюминга.
- Маряхин, Сергей Степанович — заместитель министра обороны СССР, начальник тыла Вооружённых сил СССР.
- Мамонтов, Иван Васильевич — генерал-майор. Участник Великой Отечественной войны. Работал в Главном политическом управлении Советской Армии и Военно-Морского флота.
- Михаил Кулебакский (Гусев) — Священномученик РПЦ, канонизированный в 2001 году.
- Мокров, Николай Алексеевич — советский и российский живописец. Заслуженный художник РФ.
- Морев, Игорь Анатольевич — Герой России[47].
- Москаев, Владимир Иванович — советский художник.
- Муравьёв, Алексей Тимофеевич — Герой Советского Союза.
- Нищенкин, Артур Петрович — советский актёр театра и кино, исполнитель эпизодических ролей, преимущественно отрицательных.
- Обломов, Иван Максимович — зам.нач.отдела транспорта и связи ЦУНХУ Госплана СССР.
- Орехова Лидия Ивановна — кавалер Ордена "знак Почета" СССР, сотрудник Кулебакской швейной фабрики .
- Пакин, Иван Борисович — российский легкоатлет, специализирующийся в прыжках в длину и тройным. Чемпион летних Сурдлимпийских игр 2017.
- Пигин, Иван Фёдорович — Герой Советского Союза[48].
- Перцев, Михаил Андреевич — директор завода «Серп и Молот», зам. председателя Госплана СССР.
- Петров, Иван Иванович — Герой Советского Союза.
- Попов Виктор Васильевич — директор Государственного археологического музея-заповедника «Костёнки», кандидат исторических наук.
- Процив Юрий Васильевич — изобретатель, доктор наук, поэт.
- Ракитин, Юрий Владимирович — советский физиолог растений, член-корреспондент АН СССР.
- Рейнер, Кверин Иванович — выдающийся инженер-техник, в конце 19 века директор Кулебакского горного завода, автор множества научных публикаций.
- Садовников, Владимир Павлович — многократный победитель чемпионатов мира, Европы и России по силовому троеборью.
- Салтыков, Василий Александрович — изобретатель, управленец, создатель мощных воздушных конденсаторов специальной жесткой конструкции, вошедших во все мощные установки, изготовленные в НРЛ
- Сарычев, Валентин Фёдорович — российский ученый, изобретатель, лауреат Государственной премии СССР, заместитель генерального директора ОАО «Магнитогорский металлургический комбинат».
- Сахаров, Андрей Николаевич — советский и российский историк, доктор исторических наук, профессор, член-корреспондент РАН.
- Сергеева Анна — Член Народного Союза Художников Украины.
- Сипягин, Дмитрий Сергеевич — Камергер императорского двора, министр внутренних дел, совершавший поездку по Нижегородской губернии посетил Кулебаки.
- Смородин, Сергей Сергеевич — профессор, член АН СССР.
- Страхов, Г. Н. — начальник главного управления министерства цветной металлургии СССР.
- Струве, Аманд Егорович — русский военный инженер, предприниматель, специалист в области мостостроения.
- Струве, Густав Егорович — российский инженер и предприниматель.
- Тябин, Николай Иванович — исследователь Арктики и Антарктики, участник экспедиции «Северный полюс-8».
- Финковский, Алексей Иванович — участник революционного движения, советский партийный и профсоюзный деятель.
- Флёров, Валерий Николаевич — Заслуженный деятель науки и техники РФ, изобретатель.
- Хлопков, Александр Михайлович — Председатель Кулебакского горисполкома, Почетный гражданин города Кулебаки, советский и общественный деятель.
- Шершков, В. В. — кандидат физико-математических наук, сотрудник Гидрометцентра СССР.
- Шалыганов, Сергей Васильевич — знаменитый лётчик, герой войны в Испании.[49].
- Шатков Геннадий Иванович — советский боксёр, детство которого прошло в Кулебаках.
- Шерунтаев, Владислав — Чемпион Мира среди юниоров, вице-чемпион Европы среди юниоров по пауэрлифтингу.
- Шиманов, Александр Алексеевич — Депутат Государственной Думы РФ третьего созыва, заместитель председателя Комитета Государственной Думы по промышленности, строительству и наукоемким технологиям.
- Щербаков, Алексей Васильевич — Герой Советского Союза, командир отделения, младший лейтенант.
- Яковлев, Александр Александрович (архитектор) — советский архитектор, работавший в городе Горьком. В 1917—1920 годах работал на Кулебакском горном заводе.
- Яворовский, Давид Борисович — автор учебника «Высшая математика для техникумов»

## Факты
- Через Кулебаки несколько раз проезжал великий русский поэт А. С. Пушкин, о чём свидетельствуют его письма жене[50].
- В XIX веке на Велетьминском железоделательном заводе около Кулебак (завод закрыт в 1895 году) была изобретена и производилась особо высококачественная сталь «литовка», которую раньше могли отливать только англичане, очень строго хранившие свой секрет[51].
- В 1878 году на Коломенском машиностроительном заводе построен первый мелкосидящий речной пароход «Кулебаки».
- Летом 1901 года, Кулебаки посетил камергер императорского двора, министр внутренних дел Дмитрий Сергеевич Сипягин, совершавший поездку по Нижегородской губернии. Знакомясь с жизнью завода и села, он побывал в Народном доме.
- В 1936 году на Кулебакском горном заводе был выпущен двухмиллионный бандаж, а миллионный бандаж заложен в основание пьедестала бюста Ленина — одного из первых металлических памятников Ленину (расположен перед краеведческим музеем в 1925 г.)[52].Миллионный бандаж КМЗ,фото 1936 года

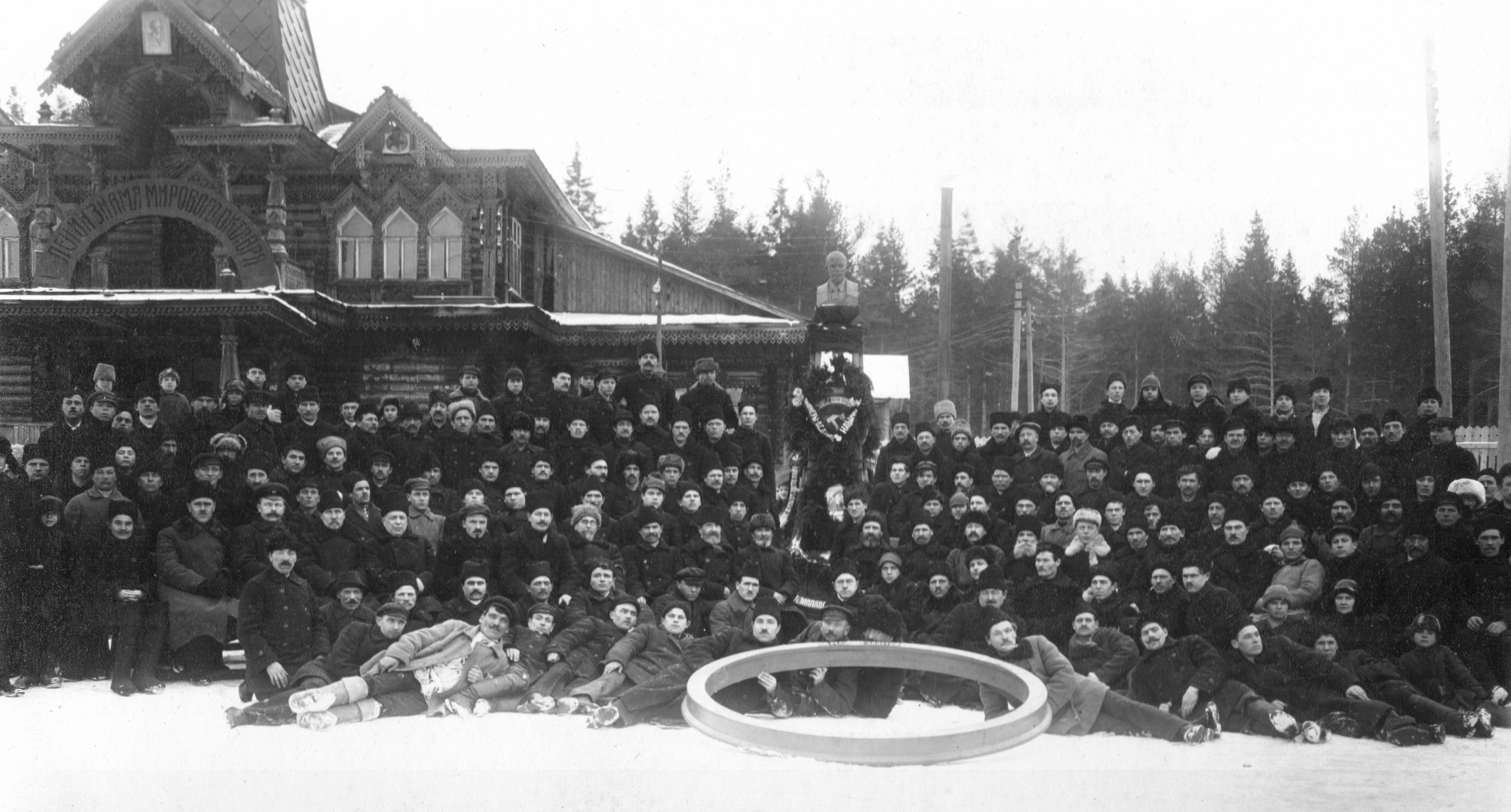
Миллионный бандаж КМЗ,фото 1936 года

- Бронепоезда «Козьма Минин» и «Илья Муромец», отправившиеся на фронт в марте 1942 года в составе 31-го особого Горьковского дивизиона бронепоездов, были изготовлены из стали произведённой на Кулебакском металлургическом заводе[53].
- В 1946 году кулебачане А. И. Фомичев и И. А. Фрумкин выпустили цельнолитые якорные цепи, за что были удостоены Сталинской премии[54].
- В послевоенные годы на кулебакском заводе металлоконструкций был изготовлен и получил всесоюзное признание сварочный электрод марки СК, по качеству превосходивший остальные, производившиеся в СССР[53].
- Кулебаки — родина бандажепрокатного производства России[53].

## Гостиницы, рестораны
гостиницы
- «Металлург» (ул. Адмирала Макарова),
- «Заводская» АО «Русполимет» (ул. Адмирала Макарова, 49),
- «Маленькая» АО «Русполимет» (ул. Воровского, 12а),
- Мотель (ул. Колхозная, 1)

рестораны и кафе
- «Мацури» (ул. Бутова, 66/1);
- «Орфей» (ул. Воровского, 84);
- «Sushi Pab» (ул. Бутова, 19; ул. Воровского, 14а);
- «Factory» (ул. Восстания, 1);
- «Русская кухня» (ул. Войкова, 7);
- «Апельсин» (ул. Мира, 12а);
- «BARin» (ул. Бутова, 120а).